# Woodstock, New Hampshire
Woodstock là một thị trấn ở quận Grafton, New Hampshire, Hoa Kỳ. Dân số là 1.139 vào điều tra dân số năm 2000. Woodstock bao gồm các làng Bắc Woodstock, trung tâm thương mại. Phần lớn diện tích đất rộng lớn của thị trấn là rừng, và bao gồm Rừng thử nghiệm Hubbard Brook. Phần của rừng quốc gia White Mountain là ở phía đông và tây. Đường mòn Appalachian đi qua thị trấn của góc phía tây bắc. Russell Pond Campground là ở phía đông. Phía tây của Woodstock Bắc là khu vực chứa nước sông Lost.
Theo Cục Điều tra Dân số Hoa Kỳ, thị trấn này có tổng diện tích là 59,2 dặm vuông (153 km²), trong đó 58,7 dặm vuông (152 km²) là đất và 0,5 sq mi (1,3 km²) là nước, bao gồm 0,84% của thị xã. Woodstock là thoát nước của sông Pemigewasset. Điểm cao nhất của thị trấn là đỉnh của núi Jim, tại 4.172 feet (1.272 m) trên mực nước biển, một kích thích của núi Moosilauke.